# Down to the Sea in Ships
Down to the Sea in Ships é um filme mudo de drama romântico produzido nos Estados Unidos e lançado em 1922.